# Muse Hassan Abdulle
Muse Sheikh Hassan Abdulle (arab. موسى حسن الشيخ سعيد عبد الله, ur. 25 grudnia 1940) – somalijski polityk i wojskowy. Pełniący obowiązki prezydenta Somalii i przewodniczącego Federalnego Parlamentu Somalii od 20 do 28 sierpnia 2012.

## Życiorys
Muse Hassan Abdulle urodził się w 1940. Służył w somalijskich siłach zbrojnych (Somali National Army, SNA), awansując w nich do stopnia generała. 
20 sierpnia 2012 objął mandat deputowanego do Federalnego Parlamentu Somalii, nowo powołanego parlamentu Somalii, który zgodnie z porozumieniem politycznym z lutego 2012 zastąpił dotychczasowy Przejściowy Parlament Federalny (Transitional Federal Parliament, TFP). Wyboru deputowanych do nowego parlamentu dokonały specjalne komitety złożone ze starszyzny plemiennej. Tego samego dnia, jako najstarszy wiekiem deputowany, przejął obowiązki przewodniczącego parlamentu do czasu wyboru stałego przewodniczącego. Ponieważ zgodnie z porozumieniem, 20 sierpnia 2012 upływał również mandat prezydenta kraju Sharifa Sheikha Ahmeda, jako p.o. przewodniczącego parlamentu objął również obowiązki głowy państwa. 
28 sierpnia 2012 przewodniczącym Federalnego Parlamentu Somalii został wybrany Mohamed Osman Jawari, który objął jednocześnie obowiązki szefa państwa do czasu wyboru przez parlament nowego prezydenta.